# Eustaci d'Epifania
Eustaci d'Epifania (en llatí Eusthatius, en grec Εὐστάθιος) fou un retòric i historiador grec d'Epifania a Síria del temps de l'emperador Anastasi (491-518).
Va escriure una obra històrica titulada Χρονικὴ ἐπιτομή, en dues parts i nou llibres, que incloïen la història del món des de la creació fins al temps d'Enees el llibre primer, i del temps d'Enees fins al dotzè any de l'emperador Anastasi, el segon. L'obra s'ha perdut excepte alguns fragments esmentats a Suides.
Hi ha un altre Eustaci d'Epifania que va viure en una època anterior i que va estar present entre el sector arrià al sínode de Selèucia d'Isàuria del 359.